# イバン・スルエタ
イバン・スルエタ(Ivan Zulueta)として知られるフアン・リカルド・ミゲル・スルエタ・ベルガラハウレギ（Juan Ricardo Miguel Zulueta Vergarajauregui, 1943年10月29日 - 2009年12月30日）は、スペイン・サン・セバスティアン出身のデザイナー・映画監督。映画界や音楽界のアートデザイナーとしても活動したが、特に映画『恍惚』の脚本・監督を務めたこと、ペドロ・アルモドバル監督の初期の作品のポスターデザインや広告宣伝を行ったことで知られている。アルモドバル監督の作品では、初監督作品の『ペピ、ルシ、ボムとその他の女の子たち』（1980年）、『セクシリア』（1982年）、『バチ当たり修道院の最期』（1983年）、『グロリアの憂鬱』（1984年）などのポスターを手掛け、短編『El sueño, o la estrella』では撮影監督を務めた。

## 経歴
父親のアントニオ・スルエタの出身家庭は裕福な家であり、スペイン領時代のキューバで何世代にもわたって砂糖工場を所有していた。父親自身は法曹だったが、法曹以外の活動も行っており、例えば1957年から1960年にサン・セバスティアン国際映画祭のディレクターを務めた。母親は画家だったが、職業画家ではなかった。1943年のバスク地方ギプスコア県サン・セバスティアンで、イバン・スルエタはフアン・リカルド・ミゲル・スルエタとして生まれた。イバン(Ivan)というスペイン語の男性名はロシア語のイヴァン（イワン）にルーツを持つとされるが、反共産主義のフランコ体制下のスペインでイバンという名は許されなかった。両親の影響で、スルエタは幼い頃から芸術に囲まれて育った。
スルエタは1960年に首都マドリードに移り、装飾コースで学んだ。1963年末には商業船でニューヨークに行く機会を得て、油絵と広告デザインを学ぶためにArts Students Leagueに入学した。ニューヨークではポップアート、ヌーヴェルヴァーグ、ニュー・アメリカン・シネマ(英語版)などの芸術の潮流を知り、ジョナス・メカス、ジョン・カサヴェテスなどの映画監督を知った。1964年にマドリードに戻ると、国立映画研究所から改組された国立映画学校に入学。同時期には8歳年下のペドロ・アルモドバルも在籍していた。この国立映画学校では2本の35mm映画を撮っており、1本目の『Agata』（メノウ）はエドガー・アラン・ポーの短編を基にしており、2本目の『Ida y Vuelta(Roud Trip)』（出発と帰還）はウィリアム・ジェンキンスの短編を基にしている。しかし、学士号を得ることはできず、国立映画学校はフランコ独裁政権によって閉鎖された。このためにスペイン映画製作者連盟から映画監督として認定されず、スルエタはフランコが死去するまで自身の作品に署名することが許されなかった。
国立映画学校でスルエタを指導していた映画監督のホセ・ルイス・ボラウ(英語版)は、「Ultimo Grito」（最新の動向）というテレビ番組を制作した。ホセ・マリア・イニゴとジュディ・ステファン(英語版)が司会を務め、スルエタが演出を務めた。また、アルモドバルの初期の地下短編映画の何本かの撮影に協力しており、ハイメ・チャバリやアントニオ・ドローベなどの監督の作品で助監督を務めた。1969年、長編第1作映画『一・二・三…隠れんぼ』を監督。リチャード・レスター方式でユーロビジョン・ソング・コンテストの楽しさを描いたミュージカルであり、カンヌ国際映画祭で初公開された。この映画はボラウにとっても初めて制作に携わった長編映画であり、「Ultimo Grito」同様の手法で制作が行われた。前述の理由により、実質的に監督だったスルエタではなく、制作だったボラウが監督としてクレジットされた。
ボラウは新たに設立した自身の制作会社から、スルエタに未使用のフィルムを与えた。スルエタはこれらのフィルムを、主にテンポや編集の実験のために使用した。スルエタはまた16mmフィルムや8mmフィルムなどのアングラな形式を使用した。多くの時間を費やした実験は、すでに存在する素材の再撮影に関するものだった。この時期、スルエタによる視覚的なスタイルは大きな人気を得て、他の監督たちにも使用され、ゴッドフリー・レッジョ監督のアメリカ映画『コヤニスカッツィ』（1983年）でピークに達した。また同時期、スルエタはポスターデザイナーとしてのキャリアを開始した。その後にはヘロイン中毒となり、一時的に引退を余儀なくされた。サン・セバスティアンに住み、撮影業界での新たな仕事のオファーを拒否した。この一方で、スルエタはポスターデザインの仕事を続け、アルモドバル監督や他の監督の作品を手がけた。また、写真撮影をともなう実験を開始した。
ある建築家がスルエタの映画を財政的に支援することに興味を示し、1980年には長編第2作『恍惚』を15日間で撮影することが計画された。若手B級映画監督と映画ファンの青年を主人公とした映画であり、スルエタやチャバリなどの友人たちが実際に所有する建物の内部で撮影されたが、協力者の多くはヘロインなどのドラッグに手を染めており、撮影期間と予算は大幅に超過した。アルモドバルは女性登場人物のひとりの吹き替えを行ったが、彼にはギャラが入金されなかった。スルエタとプロデューサーの関係は傷つき、その実験的でアングラなスタイルのために、作品を商業公開するためには多くの問題があった。スルエタは「問題ある映画監督」とのレッテルを貼られ、『恍惚』はカルト映画とみなされた。
1980年代末から1990年代初頭にかけて、スルエタはふたつのテレビシリーズの計2話で演出を務めた。一つ目は「Parpados」（まぶた）というタイトルで、二組の双子の間のラブストーリーである。二つ目は「Ritesti」というホラーである。どちらもスルエタの映像スタイルを踏襲しており、視覚的な強迫観念、循環する脚本、フォーマット混合（フィルムとビデオ）、デヴィッド・リンチの映画を思い起こさせる断片化された編集などが見られる。
ポスターデザインの仕事は続けていたが、1990年代中ごろまで、スルエタの名前は再び聞かれなくなった。2000年代初頭、スペインの映画業界人によってスルエタの初期の作品が「再発見」された。マドリードやバルセロナなどいくつかの都市では、スルエタによる絵画、ポスター、写真などの展覧会が行われ、スルエタの映画がテレビで放送されたり、再び劇場公開されたりした。短編映画が映画祭で公開され、『恍惚』が初めてDVDリリースされた。『一・二・三…隠れんぼ』のVHSがリリースされ、実験的短編のいくつかは限られた部数ながらDVDがリリースされた。2009年12月30日にスルエタの死が報じられた。

## 作品

### 長編
- 1969年 Un, dos, tres, al escondite ingles（『一・二・三・・・隠れんぼ』）35mm、カラー、パノラマ、90分
- 1979年 Arrebato（『恍惚』）35mm、カラー、パノラマ、105分

### 短編
- 1964年 La fortuna de los Irureta スーパー8、カラー、20分
- 1966年 Ágata 35mm、白黒、パノラマ、18分
- 1967年 Ida y vuelta 35mm、白黒、パノラマ、41分
- 1971年 KingKong スーパー8、白黒、 6分
- 1972年 Frank Stein 35mm、白黒、3分
- 1972年 Masaje 35mm、白黒、3分
- 1974年 Roma-Brescia-Cannes スーパー8、カラー、24分
- 1975年 Mi ego está en babia スーパー8、カラー、40分
- 1975年 Aquaium スーパー8、カラー、14分
- 1976年 Complementos スーパー8、カラー、19分
- 1976年 Fiesta スーパー8、カラー、 12分
- 1976年 A malgam A スーパー8、カラー、 33分
- 1976年 El mensaje es facial スーパー8、カラー、20分
- 1976年 Leo es pardo 16mm、カラー、 12分
- 1978年 Tea For Two スーパー8、カラー、9分
- 1978年 La taquillera スーパー8、カラー、(未完成)
- 1989年 Párpados 16mm、カラー、29分
- 1992年 Ritesti 35mm、カラー、29分

### テレビ
- 1968年 Último grito

## 文献
- 乾英一郎『スペイン映画史』, 芳賀書店, 1992年
- Iván Zulueta: la vanguardia frente al espejo, Carlos F. Heredero. Festival de Cine de Alcalá de Henares, 1989, ISBN 84-404-5604-2
- Arrebato de Iván Zulueta, Francisco Javier Gómez Tarín. Octaedro Editorial, 2001, ISBN 84-8063-493-6
- Guión Cinematográfico de Arrebato y Leo Es Pardo, Iván Zulueta. Ocho y Medio. Colección Espiral, 2002.
- Imagen-Enigma, Concept: Joxean Muñoz, José Luis Lanzagorta ; Text: Begoña del Teso. San Sebastián - Diputacion, 2002.